# Ukrajna a 2008. évi nyári olimpiai játékokon
Ukrajna a kínai Pekingben megrendezett 2008. évi nyári olimpiai játékok egyik részt vevő nemzete volt. Az országot az olimpián 24 sportágban 243 sportoló képviselte, akik összesen 26 érmet szereztek.

## Érmesek
| Naponként | Naponként     | Naponként | Naponként | Naponként | Naponként | Naponként |
| --------- | ------------- | --------- | --------- | --------- | --------- | --------- |
| Nap       | Dátum         |           |           |           | Összesen  |           |
| 1.nap     | Augusztus 8.  | —         | —         | —         | —         |           |
| 2.nap     | Augusztus 9.  | 0         | 0         | 0         | 0         |           |
| 3.nap     | Augusztus 10. | 0         | 0         | 0         | 0         |           |
| 4.nap     | Augusztus 11. | 0         | 0         | 0         | 0         |           |
| 5.nap     | Augusztus 12. | 0         | 0         | 1         | 1         |           |
| 6.nap     | Augusztus 13. | 0         | 0         | 3         | 3         |           |
| 7.nap     | Augusztus 14. | 1         | 0         | 0         | 1         |           |
| 8.nap     | Augusztus 15. | 2         | 0         | 0         | 2         |           |
| 9.nap     | Augusztus 16. | 2         | 1         | 1         | 4         |           |
| 10.nap    | Augusztus 17. | 0         | 1         | 1         | 2         |           |
| 11.nap    | Augusztus 18. | 0         | 0         | 2         | 2         |           |
| 12.nap    | Augusztus 19. | 0         | 0         | 0         | 1         |           |
| 13.nap    | Augusztus 20. | 0         | 1         | 0         | 1         |           |
| 14.nap    | Augusztus 21. | 0         | 0         | 1         | 1         |           |
| 15.nap    | Augusztus 22. | 0         | 0         | 3         | 3         |           |
| 16.nap    | Augusztus 23. | 2         | 1         | 3         | 6         |           |
| 17.nap    | Augusztus 24. | 0         | 0         | 0         | 0         |           |
| Összesen  |               | 7         | 4         | 15        | 26        |           |

| Érem  | Versenyző                                             | Sportág       | Versenyszám                  |
| ----- | ----------------------------------------------------- | ------------- | ---------------------------- |
| Arany | Natalija Dobrinszka                                   | Atlétika      | Női hétpróba                 |
| Arany | Viktor Ruban                                          | Íjászat       | Férfi egyéni                 |
| Arany | Inna Oszipenko-Radomszka                              | Kajak-kenu    | Női kajak egyes 500 m        |
| Arany | Vaszil Lomacsenko                                     | Ökölvívás     | Pehelysúly                   |
| Arany | Olekszandr Petriv                                     | Sportlövészet | Férfi gyorstüzelő pisztoly   |
| Arany | Artur Ajvazjan                                        | Sportlövészet | Férfi sportpuska, fekvő      |
| Arany | Olha Harlan Olena Homrova Halina Pundik Olha Zsovnyir | Vívás         | Női kard, csapat             |
| Ezüst | Irina Liscsinszka                                     | Atlétika      | Női 1500 m                   |
| Ezüst | Andrij Sztadnyik                                      | Birkózás      | Férfi szabadfogás, 66 kg     |
| Ezüst | Jurij Szuhorukov                                      | Sportlövészet | Férfi sportpuska, összetett  |
| Ezüst | Olha Korobka                                          | Súlyemelés    | Női +75 kg                   |
| Bronz | Denisz Jurcsenko                                      | Atlétika      | Férfi rúdugrás               |
| Bronz | Natalija Tobiasz                                      | Atlétika      | Női 1500 m                   |
| Bronz | Olena Antonova                                        | Atlétika      | Női diszkoszvetés            |
| Bronz | Armen Vardanyan                                       | Birkózás      | Férfi kötöttfogás, 66 kg     |
| Bronz | Tarasz Danyko                                         | Birkózás      | Férfi szabadfogás, 84 kg     |
| Bronz | Irina Merlenyi                                        | Birkózás      | Női szabadfogás, 48 kg       |
| Bronz | Roman Hontyuk                                         | Cselgáncs     | Férfi váltósúly              |
| Bronz | Jurij Cseban                                          | Kajak-kenu    | Férfi kenu egyes 500 m       |
| Bronz | Leszja Kalitovszka                                    | Kerékpározás  | Női egyéni üldözőverseny     |
| Bronz | Illja Kvasa Olekszij Prihorov                         | Műugrás       | Férfi szinkron műugrás       |
| Bronz | Vjacseszlav Hlazkov                                   | Ökölvívás     | Szupernehézsúly              |
| Bronz | Viktorija Terescsuk                                   | Öttusa        | Női egyéni                   |
| Bronz | Natalija Davidova                                     | Súlyemelés    | Női 69 kg                    |
| Bronz | Olekszandr Vorobjov                                   | Torna         | Férfi gyűrű                  |
| Bronz | Hanna Bezszonova                                      | Torna         | Ritmikus gimnasztika, egyéni |

## Asztalitenisz
Férfi
| Versenyző | Versenyszám | Selejtező                                        | 64-es főtábla     | 48-as főtábla     | 32-es főtábla     | Nyolcaddöntő      | Negyeddöntő       | Elődöntő          | Döntő             | Helyezés |
| Versenyző | Versenyszám | Ellenfél Eredmény                                | Ellenfél Eredmény | Ellenfél Eredmény | Ellenfél Eredmény | Ellenfél Eredmény | Ellenfél Eredmény | Ellenfél Eredmény | Ellenfél Eredmény | Helyezés |
| --------- | ----------- | ------------------------------------------------ | ----------------- | ----------------- | ----------------- | ----------------- | ----------------- | ----------------- | ----------------- | -------- |
| Lej Kou   | Egyes       | Suraju Saka (CGO) · 11-5, 9-11, 8-11, 6-11, 9-11 | kiesett           | kiesett           | kiesett           | kiesett           | kiesett           | kiesett           | kiesett           | 65.      |

Női
| Versenyző             | Versenyszám | Selejtező                                      | 64-es főtábla                                                     | 48-as főtábla     | 32-es főtábla     | Nyolcaddöntő      | Negyeddöntő       | Elődöntő          | Döntő             | Helyezés |
| Versenyző             | Versenyszám | Ellenfél Eredmény                              | Ellenfél Eredmény                                                 | Ellenfél Eredmény | Ellenfél Eredmény | Ellenfél Eredmény | Ellenfél Eredmény | Ellenfél Eredmény | Ellenfél Eredmény | Helyezés |
| --------------------- | ----------- | ---------------------------------------------- | ----------------------------------------------------------------- | ----------------- | ----------------- | ----------------- | ----------------- | ----------------- | ----------------- | -------- |
| Marharita Peszocka    | Egyes       | Marina Sumakova (KAZ) · 11-8, 11-6, 11-6, 11-6 | Fang Zhu (ESP) · 11-9, 8-11, 4-11, 7-11, 9-11                     | kiesett           | kiesett           | kiesett           | kiesett           | kiesett           | kiesett           | 49.      |
| Tetyana Szorocsinszka | Egyes       | Noha Joszri (EGY) · 11-5, 11-4, 12-10, 11-7    | Wenling Tan Monfardini (ITA) · 7-11, 6-11, 11-9, 4-11, 11-7, 4-11 | kiesett           | kiesett           | kiesett           | kiesett           | kiesett           | kiesett           | 49.      |

## Atlétika
Férfi
| Versenyző               | Versenyszám     | Előfutam      | Előfutam      | Előfutam      | Negyeddöntő | Negyeddöntő | Negyeddöntő | Elődöntő | Elődöntő | Elődöntő | Döntő         | Döntő         |
| Versenyző               | Versenyszám     | Idő           | Hely.         | Össz.         | Idő         | Hely.       | Össz.       | Idő      | Hely.    | Össz.    | Idő           | Helyezés      |
| ----------------------- | --------------- | ------------- | ------------- | ------------- | ----------- | ----------- | ----------- | -------- | -------- | -------- | ------------- | ------------- |
| Dmitro Hluscsenko       | 100 m           | 10,57         | 5.            | 49.           | kiesett     | kiesett     | kiesett     | kiesett  | kiesett  | kiesett  | kiesett       | kiesett       |
| Ihor Bodrov             | 200 m           | 21,38         | 6.            | 51.           | kiesett     | kiesett     | kiesett     | kiesett  | kiesett  | kiesett  | kiesett       | kiesett       |
| Mihajlo Knis            | 400 m           | 46,28         | 6.            | 36.*          |             |             |             | kiesett  | kiesett  | kiesett  | kiesett       | kiesett       |
| Ivan Hesko              | 1500 m          | nem indult el | nem indult el | nem indult el |             |             |             | kiesett  | kiesett  | kiesett  | kiesett       | kiesett       |
| Olekszandr Kuzin        | Maraton         |               |               |               |             |             |             |          |          |          | nem ért célba | nem ért célba |
| Vaszil Matvijcsuk       | Maraton         |               |               |               |             |             |             |          |          |          | 2:17:50       | 27.           |
| Olekszandr Szitkovszkij | Maraton         |               |               |               |             |             |             |          |          |          | nem ért célba | nem ért célba |
| Andrij Kovenko          | 20 km gyaloglás |               |               |               |             |             |             |          |          |          | 1:22:59       | 24.           |
| Szerhij Budza           | 50 km gyaloglás |               |               |               |             |             |             |          |          |          | 3:58:21       | 24.           |
| Olekszij Kazanyin       | 50 km gyaloglás |               |               |               |             |             |             |          |          |          | nem ért célba | nem ért célba |
| Olekszij Seleszt        | 50 km gyaloglás |               |               |               |             |             |             |          |          |          | 3:59:46       | 27.           |

| Versenyző           | Versenyszám   | Selejtező | Selejtező | Döntő    | Döntő    |
| Versenyző           | Versenyszám   | Eredmény  | Helyezés  | Eredmény | Helyezés |
| ------------------- | ------------- | --------- | --------- | -------- | -------- |
| Dmitro Demjanyuk    | Magasugrás    | 220 cm    | 21.**     | kiesett  | kiesett  |
| Jurij Krimarenko    | Magasugrás    | 215 cm    | 33.**     | kiesett  | kiesett  |
| Olekszandr Nartov   | Magasugrás    | 210 cm    | 39.       | kiesett  | kiesett  |
| Denisz Jurcsenko    | Rúdugrás      | 565 cm    | 3.***     | 570 cm   |          |
| Olekszandr Korcsmid | Rúdugrás      | 545 cm    | 22.*      | kiesett  | kiesett  |
| Makszim Mazurik     | Rúdugrás      | 555 cm    | 16.***    | kiesett  | kiesett  |
| Andrij Makarcsev    | Távolugrás    | 777 cm    | 24.*      | kiesett  | kiesett  |
| Viktor Jasztrebov   | Hármasugrás   | 16,52 m   | 26.       | kiesett  | kiesett  |
| Viktor Kuznyecov    | Hármasugrás   | 17,11 m   | 12.       | 16,87 m  | 8.       |
| Mikola Szavolajnen  | Hármasugrás   | 17,00 m   | 16.       | kiesett  | kiesett  |
| Jurij Bilonoh       | Súlylökés     | 20,16 m   | 9.        | 20,63 m  | 6.       |
| Andrij Szemenov     | Súlylökés     | 20,01 m   | 14.       | kiesett  | kiesett  |
| Olekszij Szemenov   | Diszkoszvetés | 60,18 m   | 24.       | kiesett  | kiesett  |
| Artem Rubanko       | Kalapácsvetés | 74,47 m   | 15.       | kiesett  | kiesett  |
| Ihor Tuhaj          | Kalapácsvetés | 71,89 m   | 24.       | kiesett  | kiesett  |
| Jevhen Vinohradov   | Kalapácsvetés | 74,49 m   | 14.       | kiesett  | kiesett  |
| Roman Avramenko     | Gerelyhajítás | 71,64 m   | 29.       | kiesett  | kiesett  |

| Versenyző          | Versenyszám | 100 m | 100 m | Távolugrás | Távolugrás | Súlylökés | Súlylökés | Magasugrás | Magasugrás | 400 m | 400 m | 110 m gát | 110 m gát | Diszkoszvetés | Diszkoszvetés | Rúdugrás | Rúdugrás | Gerelyhajítás | Gerelyhajítás | 1500 m  | 1500 m | Végeredmény | Végeredmény |
| Versenyző          | Versenyszám | Idő   | Pont  | Eredmény   | Pont       | Eredmény  | Pont      | Eredmény   | Pont       | Idő   | Pont  | Idő       | Pont      | Eredmény      | Pont          | Eredmény | Pont     | Eredmény      | Pont          | Idő     | Pont   | Pont        | Helyezés    |
| ------------------ | ----------- | ----- | ----- | ---------- | ---------- | --------- | --------- | ---------- | ---------- | ----- | ----- | --------- | --------- | ------------- | ------------- | -------- | -------- | ------------- | ------------- | ------- | ------ | ----------- | ----------- |
| Olekszij Kaszjanov | Tízpróba    | 10,53 | 968   | 756 cm     | 950        | 15,15 m   | 799       | 196 cm     | 767        | 47,70 | 924   | 14,37     | 927       | 48,39 m       | 837           | 430 cm   | 702      | 51,59 m       | 612           | 4:28,94 | 752    | 8238        | 7.          |

Női
| Versenyző                                                            | Versenyszám     | Előfutam | Előfutam | Előfutam | Negyeddöntő | Negyeddöntő | Negyeddöntő | Elődöntő | Elődöntő | Elődöntő | Döntő         | Döntő         |
| Versenyző                                                            | Versenyszám     | Idő      | Hely.    | Össz.    | Idő         | Hely.       | Össz.       | Idő      | Hely.    | Össz.    | Idő           | Helyezés      |
| -------------------------------------------------------------------- | --------------- | -------- | -------- | -------- | ----------- | ----------- | ----------- | -------- | -------- | -------- | ------------- | ------------- |
| Natalija Pohrebnyak                                                  | 100 m           | 11,60    | 4.       | 34.*     | 11,55       | 8.          | 29.*        | kiesett  | kiesett  | kiesett  | kiesett       | kiesett       |
| Natalija Pihida                                                      | 200 m           | 22,91    | 1.       | 5.       | 23,03       | 4.          | 15.         | 22,95    | 6.       | 13.      | kiesett       | kiesett       |
| Antonyina Jefremova                                                  | 400 m           | 53,22    | 6.       | 37.      |             |             |             | kiesett  | kiesett  | kiesett  | kiesett       | kiesett       |
| Julija Krevszun                                                      | 800 m           | 2:00,21  | 1.       | 10.      |             |             |             | 1:57,32  | 2.       | 3.       | 1:58,73       | 7.            |
| Tetyana Petljuk                                                      | 800 m           | 2:00,00  | 2.       | 6.       |             |             |             | 1:59,27  | 4.       | 13.      | kiesett       | kiesett       |
| Irina Liscsinszka                                                    | 1500 m          | 4:13,60  | 1.       | 20.      |             |             |             |          |          |          | 4:01,63       |               |
| Hanna Miscsenko                                                      | 1500 m          | 4:05,61  | 4.       | 9.       |             |             |             |          |          |          | 4:05,13       | 9.            |
| Natalija Tobiasz                                                     | 1500 m          | 4:03,19  | 2.       | 2.       |             |             |             |          |          |          | 4:01,78       |               |
| Natalija Berkut                                                      | 10 000 m        |          |          |          |             |             |             |          |          |          | nem indult el | nem indult el |
| Jevhenyija Sznyihur                                                  | 100 m gát       | 13,06    | 5.       | 21.      |             |             |             | kiesett  | kiesett  | kiesett  | kiesett       | kiesett       |
| Anasztaszija Rabcsenyuk                                              | 400 m gát       | 55,18    | 2.       | 3.       |             |             |             | 54,60    | 2.       | 6.       | 53,96         | 4.            |
| Valentina Horpinics                                                  | 3000 m akadály  | 9:43,95  | 11.      | 28.      |             |             |             |          |          |          | kiesett       | kiesett       |
| Tetyana Filonyuk                                                     | Maraton         |          |          |          |             |             |             |          |          |          | 2:33:35       | 31.           |
| Okszana Szkljarenko                                                  | Maraton         |          |          |          |             |             |             |          |          |          | 2:55:39       | 69.           |
| Nagyija Prokopuk                                                     | 20 km gyaloglás |          |          |          |             |             |             |          |          |          | 1:35:50       | 33.           |
| Vira Zozulja                                                         | 20 km gyaloglás |          |          |          |             |             |             |          |          |          | 1:30:31       | 16.           |
| Natalija Pihida Natalija Pohrebnyak Irina Sepetyuk Okszana Scserbak  | 4 × 100 m váltó | kizárták | kizárták | kizárták |             |             |             |          |          |          | kiesett       | kiesett       |
| Okszana Scserbak Tetyana Petljuk Kszenyija Karangyuk Natalija Pihida | 4 × 400 m váltó | 3:27,44  | 5.       | 10.      |             |             |             |          |          |          | kiesett       | kiesett       |

| Versenyző                 | Versenyszám   | Selejtező | Selejtező | Döntő    | Döntő    |
| Versenyző                 | Versenyszám   | Eredmény  | Helyezés  | Eredmény | Helyezés |
| ------------------------- | ------------- | --------- | --------- | -------- | -------- |
| Viktorija Palamar         | Magasugrás    | 193 cm    | 8.***     | 199 cm   | 5.       |
| Viktorija Sztyopina       | Magasugrás    | 193 cm    | 1.***     | 193 cm   | 12.*     |
| Natalija Kuscs            | Rúdugrás      | 415 cm    | 27.***    | kiesett  | kiesett  |
| Ljudmila Blonszka         | Távolugrás    | 676 cm    | kizárták  | kiesett  | kiesett  |
| Viktorija Ribalko         | Távolugrás    | 643 cm    | 23.       | kiesett  | kiesett  |
| Olekszandra Sztadnyuk     | Távolugrás    | 619 cm    | 33.       | kiesett  | kiesett  |
| Lilija Kulik              | Hármasugrás   | 13,66 m   | 24.       | kiesett  | kiesett  |
| Szvitlana Mamjejeva       | Hármasugrás   | 14,01 m   | 17.       | kiesett  | kiesett  |
| Olha Szaladuha            | Hármasugrás   | 14,46 m   | 7.        | 14,70    | 9.       |
| Olena Antonova            | Diszkoszvetés | 61,25 m   | 11.       | 62,59 m  |          |
| Natalija Fokina-Szemenova | Diszkoszvetés | 60,18 m   | 14.       | kiesett  | kiesett  |
| Katerina Karszak          | Diszkoszvetés | 58,61 m   | 21.       | kiesett  | kiesett  |
| Irina Novozsilova         | Kalapácsvetés | 68,11 m   | 19.       | kiesett  | kiesett  |
| Inna Szajenko             | Kalapácsvetés | 66,92 m   | 27.       | kiesett  | kiesett  |
| Irina Szekacsova          | Kalapácsvetés | 67,47 m   | 25.       | kiesett  | kiesett  |
| Olha Ivankova             | Gerelyhajítás | 57,05 m   | 25.       | kiesett  | kiesett  |
| Tetyana Ljahovics         | Gerelyhajítás | 55,50 m   | 35.       | kiesett  | kiesett  |
| Vira Rebrik               | Gerelyhajítás | 59,05 m   | 16.       | kiesett  | kiesett  |

| Versenyző           | Versenyszám | 100 m gát | 100 m gát | Magasugrás | Magasugrás | Súlylökés | Súlylökés | 200 m | 200 m | Távolugrás | Távolugrás | Gerelyhajítás | Gerelyhajítás | 800 m   | 800 m | Végeredmény | Végeredmény |
| Versenyző           | Versenyszám | Idő       | Pont      | Eredmény   | Pont       | Eredmény  | Pont      | Idő   | Pont  | Eredmény   | Pont       | Eredmény      | Pont          | Idő     | Pont  | Pont        | Helyezés    |
| ------------------- | ----------- | --------- | --------- | ---------- | ---------- | --------- | --------- | ----- | ----- | ---------- | ---------- | ------------- | ------------- | ------- | ----- | ----------- | ----------- |
| Ljudmila Blonszka   | Hétpróba    | 13,31     | 1078      | 186 cm     | 1054       | 14,29 m   | 813       | 24,14 | 967   | 648 cm     | 1001       | 47,60 m       | 814           | 2:09,04 | 973   | 6700        | kizárták    |
| Natalija Dobrinszka | Hétpróba    | 13,44     | 1059      | 180 cm     | 978        | 17,29 m   | 1015      | 24,39 | 944   | 663 cm     | 1049       | 48,60 m       | 833           | 2:17,72 | 855   | 6733        |             |
| Hanna Melnicsenko   | Hétpróba    | 13,52     | 1047      | 180 cm     | 978        | 13,18 m   | 739       | 24,35 | 947   | 640 cm     | 975        | 35,89 m       | 589           | 2:15,23 | 890   | 6165        | 14.         |

* - egy másik versenyzővel azonos időt/eredményt ért el

** - két másik versenyzővel azonos eredményt ért el

*** - három másik versenyzővel azonos eredményt ért el

## Birkózás

### Férfi
Kötöttfogású
| Versenyző             | Versenyszám | Selejtező                                  | Nyolcaddöntő                            | Negyeddöntő                           | Elődöntő          | Vigaszág első kör | Vigaszág elődöntő                    | Bronz- mérkőzés                      | Döntő             | Helyezés |
| Versenyző             | Versenyszám | Ellenfél Eredmény                          | Ellenfél Eredmény                       | Ellenfél Eredmény                     | Ellenfél Eredmény | Ellenfél Eredmény | Ellenfél Eredmény                    | Ellenfél Eredmény                    | Ellenfél Eredmény | Helyezés |
| --------------------- | ----------- | ------------------------------------------ | --------------------------------------- | ------------------------------------- | ----------------- | ----------------- | ------------------------------------ | ------------------------------------ | ----------------- | -------- |
| Jurij Koval           | 55 kg       | Kristijan Fris (SRB) · 4-6, 2-1, 1-3       | kiesett                                 | kiesett                               | kiesett           |                   |                                      |                                      |                   | 11.      |
| Armen Vardanyan       | 66 kg       |                                            | Fərid Mənsurov (AZE) · 3-0, 3-0         | Kanat Begalijev (KGZ) · 0-3, 2-0, 1-2 |                   |                   | Jake Deitchler (USA) · 1-1, 1-3, 1-1 | Nikolaj Gergov (BUL) · 4-1, 1-2, 6-1 |                   |          |
| Volodimir Sackih      | 74 kg       | Arszen Dzsulfalakjan (ARM) · 1-1, 1-1, 1-1 | kiesett                                 | kiesett                               | kiesett           |                   |                                      |                                      |                   | 15.      |
| Olekszandr Darahan    | 84 kg       |                                            | Számán Tahmászebi (IRI) · 0-4, 2-1, 0-3 | kiesett                               | kiesett           |                   |                                      |                                      |                   | 14.      |
| Oleh Krjoka           | 96 kg       | Mehmet Özal (TUR) · 2-4, 2-1, 1-1          | kiesett                                 | kiesett                               | kiesett           |                   |                                      |                                      |                   | 14.      |
| Olekszandr Cserneckij | 120 kg      | Dremiel Byers (USA) · 1-1, 0-2             | kiesett                                 | kiesett                               | kiesett           |                   |                                      |                                      |                   | 17.      |

Szabadfogású
| Versenyző        | Versenyszám | Selejtező                    | Nyolcaddöntő                           | Negyeddöntő                          | Elődöntő                             | Vigaszág első kör | Vigaszág elődöntő              | Bronz- mérkőzés                 | Döntő                               | Helyezés |
| Versenyző        | Versenyszám | Ellenfél Eredmény            | Ellenfél Eredmény                      | Ellenfél Eredmény                    | Ellenfél Eredmény                    | Ellenfél Eredmény | Ellenfél Eredmény              | Ellenfél Eredmény               | Ellenfél Eredmény                   | Helyezés |
| ---------------- | ----------- | ---------------------------- | -------------------------------------- | ------------------------------------ | ------------------------------------ | ----------------- | ------------------------------ | ------------------------------- | ----------------------------------- | -------- |
| Vaszil Fedorisin | 60 kg       |                              | Mike Zadick (USA) · 5-0, 6-0           | Bazar Bazargurujev (KGZ) · 2-0, 1-0  | Jumoto Kenicsi (JPN) · 3-2, 1-0      |                   |                                |                                 | Mavlet Batirov (RUS) · 0-1, 1-2     | kizárva  |
| Andrij Sztadnyik | 66 kg       | Doug Schwab (USA) · 2-0, 4-0 | Szusíl Kumár (IND) · 2-1, 6-0          | Albert Batirav (BLR) · 1-4, 4-1, TUS | Leonyid Szpiridonov (KAZ) · 1-0, 2-0 |                   |                                |                                 | Ramazan Şahin (TUR) · 2-2, 1-2, 2-2 |          |
| Ibrahim Aldatov  | 74 kg       |                              | Arszen Gityinov (KGZ) · 3-0, 1-2, 1-2  | kiesett                              | kiesett                              |                   |                                |                                 |                                     | 14.      |
| Tarasz Danyko    | 84 kg       |                              | Jarlis Mosquera (COL) · 3-0, 3-0       | Juszup Abduszalomov (TJK) · 0-1, 0-6 |                                      |                   | Sandeep Kumar (AUS) · 3-0, 6-0 | Serhat Balcı (TUR) · 1-0, 2-0   |                                     |          |
| Heorhij Tyibilov | 96 kg       |                              | Sirvanyi Muradov (RUS) · 1-0, 0-1, 0-1 |                                      |                                      |                   | Hakan Koç (TUR) · 1-0, 3-1     | Xetaq Qazyumov (AZE) · 0-5, 0-2 |                                     | 5.       |
| Ivan Iscsenko    | 120 kg      |                              | Aydın Polatçı (TUR) · 3-0, 0-1, 0-1    | kiesett                              | kiesett                              |                   |                                |                                 |                                     | 11.      |

A férfi szabaddfogású 60 kg-ban az eredetileg második ukrán Vaszil Fedorisin dopping mintájának utólagos ellenőrzése során turinabol használatát mutatták ki. Ezért a NOB 2017-ben megfosztotta ezüstérmétől.

### Női
Szabadfogású
| Versenyző         | Versenyszám | Selejtező         | Nyolcaddöntő                           | Negyeddöntő                        | Elődöntő          | Vigaszág első kör | Vigaszág elődöntő                   | Bronz- mérkőzés                | Döntő             | Helyezés |
| Versenyző         | Versenyszám | Ellenfél Eredmény | Ellenfél Eredmény                      | Ellenfél Eredmény                  | Ellenfél Eredmény | Ellenfél Eredmény | Ellenfél Eredmény                   | Ellenfél Eredmény              | Ellenfél Eredmény | Helyezés |
| ----------------- | ----------- | ----------------- | -------------------------------------- | ---------------------------------- | ----------------- | ----------------- | ----------------------------------- | ------------------------------ | ----------------- | -------- |
| Irina Merlenyi    | 48 kg       |                   | Cogtbadzarín Enhdzsargal (MGL) · TUS   | Icsó Csiharu (JPN) · 1-0, 1-3, TUS |                   |                   | Li Hsziao-mej (CHN) · 0-1, 4-0, TUS | Clarissa Chun (USA) · 2-0, 4-1 |                   |          |
| Natalja Szinisin  | 55 kg       |                   | Marcie Van Dusen (USA) · 4-0, 1-1, 0-7 | kiesett                            | kiesett           |                   |                                     |                                |                   | 12.      |
| Julija Osztapcsuk | 63 kg       |                   | Randi Miller (USA) · 2-0, 0-2, 0-3     | kiesett                            | kiesett           |                   |                                     |                                |                   | 11.      |
| Okszana Vascsuk   | 72 kg       |                   | Maider Unda (ESP) · 0-1, 1-3           | kiesett                            | kiesett           |                   |                                     |                                |                   | 12.      |

## Cselgáncs
Férfi
| Versenyző          | Versenyszám | Selejtező                           | 32-es főtábla                           | Nyolcaddöntő                           | Negyeddöntő                   | Elődöntő                      | Vigaszág első kör              | Vigaszág negyeddöntő             | Vigaszág elődöntő                   | Bronz- mérkőzés                          | Döntő             | Helyezés |
| Versenyző          | Versenyszám | Ellenfél Eredmény                   | Ellenfél Eredmény                       | Ellenfél Eredmény                      | Ellenfél Eredmény             | Ellenfél Eredmény             | Ellenfél Eredmény              | Ellenfél Eredmény                | Ellenfél Eredmény                   | Ellenfél Eredmény                        | Ellenfél Eredmény | Helyezés |
| ------------------ | ----------- | ----------------------------------- | --------------------------------------- | -------------------------------------- | ----------------------------- | ----------------------------- | ------------------------------ | -------------------------------- | ----------------------------------- | ---------------------------------------- | ----------------- | -------- |
| Makszim Korotun    | Légsúly     | Denilson Lourenço (BRA) · 0001-1001 | kiesett                                 | kiesett                                | kiesett                       | kiesett                       |                                |                                  |                                     |                                          |                   | 33.      |
| Hennagyij Bilogyid | Könnyűsúly  |                                     | Szalamu Mezsidov (RUS) · 1000-0000      | Raszul Bokijev (TJK) · 0000-1000       |                               |                               | Éric Kibanza (COD) · 0011-0001 | Sze Zsicsikava (CHN) · 0001-0000 | Leandro Guilheiro (BRA) · 0001-1000 | kiesett                                  |                   | 7.       |
| Roman Hontyuk      | Váltósúly   |                                     | Kouami Sacha Denanyoh (TOG) · 1010-0001 | Mario Antonio Valles (COL) · 0110-0001 | Euan Burton (GBR) · 0121-0010 | Ole Bischof (GER) · 0001-0011 |                                |                                  |                                     | Damdinszürengín Njamhű (MGL) · 0110-0100 |                   |          |
| Valentin Hrekov    | Középsúly   |                                     | José Gregorio Camacho (VEN) · 0000-1000 | kiesett                                | kiesett                       | kiesett                       |                                |                                  |                                     |                                          |                   | 20.      |
| Jevhen Szotnikov   | Nehézsúly   |                                     | João Schlittler (BRA) · 0001-0010       | kiesett                                | kiesett                       | kiesett                       |                                |                                  |                                     |                                          |                   | 21.      |

Női
| Versenyző            | Versenyszám  | Selejtező                          | Nyolcaddöntő                  | Negyeddöntő       | Elődöntő          | Vigaszág első kör                  | Vigaszág negyeddöntő             | Vigaszág elődöntő | Bronz- mérkőzés   | Döntő             | Helyezés |
| Versenyző            | Versenyszám  | Ellenfél Eredmény                  | Ellenfél Eredmény             | Ellenfél Eredmény | Ellenfél Eredmény | Ellenfél Eredmény                  | Ellenfél Eredmény                | Ellenfél Eredmény | Ellenfél Eredmény | Ellenfél Eredmény | Helyezés |
| -------------------- | ------------ | ---------------------------------- | ----------------------------- | ----------------- | ----------------- | ---------------------------------- | -------------------------------- | ----------------- | ----------------- | ----------------- | -------- |
| Ljudmila Lusznyikova | Légsúly      | Sahnez el-Mbárki (TUN) · 0221-0000 | Kim Jongran (KOR) · 0000-0100 | kiesett           | kiesett           |                                    |                                  |                   |                   |                   | 15.      |
| Natalija Szmal       | Középsúly    |                                    | Annett Böhm (GER) · 0010-1001 |                   |                   | Gisèle Mendy (SEN) · 0201-0000     | Leire Iglesias (ESP) · 0000-0011 | kiesett           | kiesett           |                   | 9.       |
| Marina Priscsepa     | Félnehézsúly | Heide Wollert (GER) · 0010-0011    | kiesett                       | kiesett           | kiesett           |                                    |                                  |                   |                   |                   | 20.      |
| Marina Prokofjeva    | Nehézsúly    |                                    | Tung Ven (CHN) · 0000-1000    |                   |                   | Tea Donguzasvili (RUS) · 0000-0010 | kiesett                          | kiesett           | kiesett           |                   | 13.      |

## Evezés
Férfi
| Versenyző                                                           | Versenyszám   | Előfutam | Előfutam | Vigaszág | Vigaszág | Elődöntő | Elődöntő | Elődöntő | Döntő | Döntő   | Döntő | Helyezés |
| Versenyző                                                           | Versenyszám   | Idő      | Hely.    | Idő      | Hely.    | Típus    | Idő      | Hely.    | Típus | Idő     | Hely. | Helyezés |
| ------------------------------------------------------------------- | ------------- | -------- | -------- | -------- | -------- | -------- | -------- | -------- | ----- | ------- | ----- | -------- |
| Szerhij Hriny Volodimir Pavlovszkij Oleh Likov Szerhij Bilouscsenko | Négypárevezős | 5:40,11  | 1.       |          |          | A/B      | 6:03,71  | 5.       | B     | 5:47,89 | 2.    | 8.       |

Női
| Versenyző                                                                      | Versenyszám   | Előfutam | Előfutam | Vigaszág | Vigaszág | Elődöntő | Elődöntő | Elődöntő | Döntő | Döntő   | Döntő | Helyezés |
| Versenyző                                                                      | Versenyszám   | Idő      | Hely.    | Idő      | Hely.    | Típus    | Idő      | Hely.    | Típus | Idő     | Hely. | Helyezés |
| ------------------------------------------------------------------------------ | ------------- | -------- | -------- | -------- | -------- | -------- | -------- | -------- | ----- | ------- | ----- | -------- |
| Katerina Taraszenko Jana Dementyjeva                                           | Kétpárevezős  | 7:25,03  | 5.       | 7:06,77  | 4.       |          |          |          | B     | 7:17,82 | 1.    | 7.       |
| Szvitlana Szpirjuhova Tetyana Kolesznyikova Olena Olefirenko Natalija Ljalcsuk | Négypárevezős | 6:17,84  | 2.       | 6:41,45  | 4.       |          |          |          | A     | 6:20,02 | 4.    | 4.       |

## Íjászat
Férfi
| Versenyző                                        | Versenyszám | Selejtező | Selejtező | 64-es főtábla                        | 32-es főtábla                                     | Nyolcaddöntő                     | Negyeddöntő                                                                   | Elődöntő                                                                          | Döntő                                                                                   | Helyezés |
| Versenyző                                        | Versenyszám | Pont      | Kiemelt   | Ellenfél Eredmény                    | Ellenfél Eredmény                                 | Ellenfél Eredmény                | Ellenfél Eredmény                                                             | Ellenfél Eredmény                                                                 | Ellenfél Eredmény                                                                       | Helyezés |
| ------------------------------------------------ | ----------- | --------- | --------- | ------------------------------------ | ------------------------------------------------- | -------------------------------- | ----------------------------------------------------------------------------- | --------------------------------------------------------------------------------- | --------------------------------------------------------------------------------------- | -------- |
| Markijan Ivasko                                  | Egyéni      | 658       | 32.       | Daniel Morillo (ESP) (33.) · 107-115 | kiesett                                           | kiesett                          | kiesett                                                                       | kiesett                                                                           | kiesett                                                                                 | 41.*     |
| Viktor Ruban                                     | Egyéni      | 678       | 3.        | Máged Júszef (EGY) (62.) · 111-96    | Michael Naray (AUS) (30.) · 115-105               | Jacek Proć (POL) (19.) · 114-108 | Morija Rjúicsi (JPN) (22.) · 115-106                                          | Bair Bagyonov (RUS) (31.) · 112 (+20)-112 (+18)                                   | Pak Kjongmo (KOR) (4.) · 113-112                                                        |          |
| Olekszandr Szergyuk                              | Egyéni      | 661       | 20.       | Jens Pieper (GER) (45.) · 107-105    | Rafał Dobrowolski (POL) (13.) · 111 (+8)-111 (+9) | kiesett                          | kiesett                                                                       | kiesett                                                                           | kiesett                                                                                 | 17.*     |
| Markijan Ivasko Viktor Ruban Olekszandr Szergyuk | Csapat      | 1997      | 2.        |                                      |                                                   |                                  | Tajvan (TPE) · Chen Szu-Yuan · Kuo Cheng-Wei · Wang Cheng-Pang (7.) · 214-211 | Olaszország (ITA) · Ilario Di Buò · Marco Galiazzo · Mauro Nespoli (6.) · 221-223 | Bronzmérkőzés · Kína (CHN) · Csiang Lin · Li Ven-csüan · Hszüe Haj-feng (12.) · 219-222 | 4.       |

Női
| Versenyző        | Versenyszám | Selejtező | Selejtező | 64-es főtábla                           | 32-es főtábla                    | Nyolcaddöntő      | Negyeddöntő       | Elődöntő          | Döntő             | Helyezés |
| Versenyző        | Versenyszám | Pont      | Kiemelt   | Ellenfél Eredmény                       | Ellenfél Eredmény                | Ellenfél Eredmény | Ellenfél Eredmény | Ellenfél Eredmény | Ellenfél Eredmény | Helyezés |
| ---------------- | ----------- | --------- | --------- | --------------------------------------- | -------------------------------- | ----------------- | ----------------- | ----------------- | ----------------- | -------- |
| Tetyana Berezsna | Egyéni      | 627       | 38.       | Csang Csüan-csüan (CHN) (27.) · 97-109  | kiesett                          | kiesett           | kiesett           | kiesett           | kiesett           | 59.**    |
| Viktorija Koval  | Egyéni      | 641       | 21.       | Barbora Horáčková (CZE) (44.) · 109-107 | Aída Román (MEX) (12.) · 105-111 | kiesett           | kiesett           | kiesett           | kiesett           | 23.**    |

* - egy másik versenyzővel azonos eredményt ért el

** - két másik versenyzővel azonos eredményt ért el

## Kajak-kenu

### Síkvízi
Férfi
| Versenyző                           | Versenyszám        | Előfutam | Előfutam | Előfutam | Elődöntő | Elődöntő | Elődöntő | Döntő    | Döntő    |
| Versenyző                           | Versenyszám        | Idő      | Hely.    | Össz.    | Idő      | Hely.    | Össz.    | Idő      | Helyezés |
| ----------------------------------- | ------------------ | -------- | -------- | -------- | -------- | -------- | -------- | -------- | -------- |
| Jurij Cseban                        | Kenu egyes 500 m   | 1:49,454 | 3.       | 7.       | 1:51,507 | 1.       | 2.       | 1:48,766 |          |
| Jurij Cseban                        | Kenu egyes 1000 m  | 4:23,188 | 6.       | 19.      | 4:06,095 | 7.       | 12.      | kiesett  | kiesett  |
| Szerhij Bezuhlij Makszim Prokopenko | Kenu kettes 500 m  | 1:42,054 | 3. D     | 5.       |          |          |          | 1:44,157 | 8.       |
| Ruszlan Dzsalilov Petro Kruk        | Kenu kettes 1000 m | 4:06,744 | 7.       | 13.      | 3:46,050 | 5.       | 5.       | kiesett  | kiesett  |

Női
| Versenyző                | Versenyszám       | Előfutam | Előfutam | Előfutam | Elődöntő | Elődöntő | Elődöntő | Döntő    | Döntő    |
| Versenyző                | Versenyszám       | Idő      | Hely.    | Össz.    | Idő      | Hely.    | Össz.    | Idő      | Helyezés |
| ------------------------ | ----------------- | -------- | -------- | -------- | -------- | -------- | -------- | -------- | -------- |
| Inna Oszipenko-Radomszka | Kajak egyes 500 m | 1:49,776 | 2.       | 5.       | 1:51,558 | 1.       | 1.       | 1:50,673 |          |

## Kerékpározás

### Hegyi-kerékpározás
| Versenyző        | Versenyszám        | Idő           | Helyezés |
| ---------------- | ------------------ | ------------- | -------- |
| Szerhij Riszenko | Férfi terepverseny | 3 kör hátrány | 42.      |

### Országúti kerékpározás
Férfi
| Versenyző          | Versenyszám   | Idő                   | Helyezés      |
| ------------------ | ------------- | --------------------- | ------------- |
| Andrij Hrivko      | Mezőnyverseny | nem ért célba         | nem ért célba |
| Andrij Hrivko      | Időfutam      | 1:08:01,25 (+5:49,82) | 31.           |
| Denisz Kosztyuk    | Időfutam      | 1:09:04,04 (+6:52,61) | 36.           |
| Denisz Kosztyuk    | Mezőnyverseny | 6:39:42 (+15:53)      | 76.           |
| Ruszlan Pidhornij  | Mezőnyverseny | 6:34:22 (+10:33)      | 52.           |
| Jaroszlav Popovics | Mezőnyverseny | 6:26:17 (+2:28)       | 35.           |

Női
| Versenyző           | Versenyszám   | Idő             | Helyezés |
| ------------------- | ------------- | --------------- | -------- |
| Okszana Kascsisina  | Mezőnyverseny | 3:34:13 (+1:49) | 42.      |
| Tetyana Sztjazskina | Mezőnyverseny | 3:33:17 (+0:53) | 32.      |
| Jevhenyija Viszocka | Mezőnyverseny | 3:32:55 (+0:31) | 22.      |

### Pálya-kerékpározás
Üldözőversenyek
| Versenyző                                                             | Versenyszám                | Selejtező | Selejtező | Elődöntő                           | Elődöntő  | Elődöntő | Döntő                                          | Döntő     | Döntő    |
| Versenyző                                                             | Versenyszám                | Idő       | Hely.     | Ellenfél Idő                       | Saját idő | Hely.    | Ellenfél Idő                                   | Saját idő | Helyezés |
| --------------------------------------------------------------------- | -------------------------- | --------- | --------- | ---------------------------------- | --------- | -------- | ---------------------------------------------- | --------- | -------- |
| Volodimir Gyugya                                                      | Férfi egyéni üldözőverseny | 4:21,530  | 4.        | Steven Burke (GBR) · 4:21,558      | 4:22,471  | 5.       | kiesett                                        | kiesett   | kiesett  |
| Vitalij Popkov                                                        | Férfi egyéni üldözőverseny | 4:30,321  | 14.       | kiesett                            | kiesett   | kiesett  | kiesett                                        | kiesett   | kiesett  |
| Leszja Kalitovszka                                                    | Női egyéni üldözőverseny   | 3:31,942  | 3.        | Vilija Sereikaitė (LTU) · 3:36,808 | 3:31,785  | 3.       | Bronzmérkőzés · Alison Shanks (NZL) · 3:34,156 | 3:31,413  |          |
| Volodimir Gyugya Ljubomir Polatajko Makszim Poliscsuk Vitalij Scsedov | Férfi csapat üldözőverseny | 4:07,883  | 9.        | kiesett                            | kiesett   | kiesett  | kiesett                                        | kiesett   | kiesett  |

Keirin
| Versenyző        | Versenyszám  | 1. forduló | Vigaszág | 2. forduló | Döntő    | Helyezés |
| Versenyző        | Versenyszám  | Helyezés   | Helyezés | Helyezés   | Helyezés | Helyezés |
| ---------------- | ------------ | ---------- | -------- | ---------- | -------- | -------- |
| Andrij Vinokurov | Férfi keirin | 4.         | 2.       | kiesett    | kiesett  | 13.      |

Pontversenyek
| Név                                | Versenyszám       | Pont | Helyezés |
| ---------------------------------- | ----------------- | ---- | -------- |
| Volodimir Ribin                    | Férfi pontverseny | 8    | 14.      |
| Leszja Kalitovszka                 | Női pontverseny   | 10   | 5.       |
| Ljubomir Polatajko Volodimir Ribin | Férfi madison     | 0    | 15.      |

## Lovaglás
Díjugratás
| Versenyző                                                                    | Ló                                       | Versenyszám | Selejtező | Selejtező | Selejtező     | Selejtező     | Selejtező     | Selejtező | Selejtező | Selejtező | Döntő   | Döntő   | Döntő   | Döntő   | Végeredmény | Végeredmény |
| Versenyző                                                                    | Ló                                       | Versenyszám | 1. kör    | 1. kör    | 2. kör        | 2. kör        | 2. kör        | 3. kör    | 3. kör    | 3. kör    | 1. kör  | 1. kör  | 2. kör  | 2. kör  | Végeredmény | Végeredmény |
| Versenyző                                                                    | Ló                                       | Versenyszám | Bünt.     | Hely.     | Bünt.         | Össz.         | Hely.         | Bünt.     | Össz.     | Hely.     | Bünt.   | Hely.   | Bünt.   | Hely.   | Bünt.       | Helyezés    |
| ---------------------------------------------------------------------------- | ---------------------------------------- | ----------- | --------- | --------- | ------------- | ------------- | ------------- | --------- | --------- | --------- | ------- | ------- | ------- | ------- | ----------- | ----------- |
| Björn Nagel                                                                  | Magic Bengtsson                          | Egyéni      | 10        | 51.       | 9             | 19            | 39.           | kiesett   | kiesett   | kiesett   | kiesett | kiesett | kiesett | kiesett | kiesett     | kiesett     |
| Katharina Offel                                                              | Lord Spezi                               | Egyéni      | 27        | 67.       | 17            | 44            | 59.           | kiesett   | kiesett   | kiesett   | kiesett | kiesett | kiesett | kiesett | kiesett     | kiesett     |
| Olekszandr Onyiscsenko                                                       | Codar                                    | Egyéni      | 18        | 64.       | nem ért célba | nem ért célba | nem ért célba | kiesett   | kiesett   | kiesett   | kiesett | kiesett | kiesett | kiesett | kiesett     | kiesett     |
| Jean-Claude Vangeenberghe                                                    | Quintus                                  | Egyéni      | 5         | 35.       | 8             | 13            | 29.           | 4         | 17        | 20.       | 4       | 11.     | 4       | 6.      | 8           | 9.          |
| Jean-Claude Vangeenberghe Björn Nagel Katharina Offel Olekszandr Onyiscsenko | Quintus Magic Bengtsson Lord Spezi Codar | Csapat      |           |           |               |               |               |           |           |           | 34      | 10.     | kiesett | kiesett | kiesett     | kiesett     |

## Műugrás
Férfi
| Versenyző                     | Versenyszám        | Selejtező | Selejtező | Elődöntő | Elődöntő | Döntő   | Döntő    |
| Versenyző                     | Versenyszám        | Pont      | Helyezés  | Pont     | Helyezés | Pont    | Helyezés |
| ----------------------------- | ------------------ | --------- | --------- | -------- | -------- | ------- | -------- |
| Illja Kvasa                   | Egyéni műugrás     | 461,65    | 8.        | 439,55   | 15.      | kiesett | kiesett  |
| Jurij Sljahov                 | Egyéni műugrás     | 405,05    | 23.       | kiesett  | kiesett  | kiesett | kiesett  |
| Kosztyantin Miljajev          | Egyéni toronyugrás | 410,05    | 20.       | kiesett  | kiesett  | kiesett | kiesett  |
| Anton Zaharov                 | Egyéni toronyugrás | 344,95    | 29.       | kiesett  | kiesett  | kiesett | kiesett  |
| Illja Kvasa Olekszij Prihorov | Szinkron műugrás   |           |           |          |          | 415,05  |          |

Női
| Versenyző                            | Versenyszám        | Selejtező | Selejtező | Elődöntő | Elődöntő | Döntő   | Döntő    |
| Versenyző                            | Versenyszám        | Pont      | Helyezés  | Pont     | Helyezés | Pont    | Helyezés |
| ------------------------------------ | ------------------ | --------- | --------- | -------- | -------- | ------- | -------- |
| Olena Fedorova                       | Egyéni műugrás     | 323,75    | 7.        | 329,10   | 6.       | 298,40  | 11.      |
| Hanna Piszmenszka                    | Egyéni műugrás     | 223,50    | 26.       | kiesett  | kiesett  | kiesett | kiesett  |
| Julija Prokopcsuk                    | Egyéni toronyugrás | 290,40    | 20.       | kiesett  | kiesett  | kiesett | kiesett  |
| Marija Voloscsenko Hanna Piszmenszka | Szinkron műugrás   |           |           |          |          | 293,10  | 7.       |

## Ökölvívás
| Versenyző              | Versenyszám     | Selejtező                      | Nyolcaddöntő                     | Negyeddöntő                | Elődöntő                 | Döntő                        | Helyezés |
| Versenyző              | Versenyszám     | Ellenfél Eredmény              | Ellenfél Eredmény                | Ellenfél Eredmény          | Ellenfél Eredmény        | Ellenfél Eredmény            | Helyezés |
| ---------------------- | --------------- | ------------------------------ | -------------------------------- | -------------------------- | ------------------------ | ---------------------------- | -------- |
| Heorhij Csihajev       | Papírsúly       | David Ajrapetyan (RUS) · 13-11 | Yampier Hernández (CUB) · 3-21   | kiesett                    | kiesett                  | kiesett                      | 9.       |
| Vaszil Lomacsenko      | Pehelysúly      | Albert Szelimov (RUS) · 14-7   | Baxodirjon Sultonov (UZB) · 13-1 | Li Jang (CHN) · 12-3       | Yakup Kılıç (TUR) · 10-1 | Khédafi Djelkhir (FRA) · RSC |          |
| Olekszandr Kljucsko    | Könnyűsúly      | Hu Csing (CHN) · 8-10          | kiesett                          | kiesett                    | kiesett                  | kiesett                      | 17.      |
| Olekszandr Sztreckij   | Váltósúly       | Gilbert Castillo (DOM) · 9-6   | Toureano Johnson (BAH) · 4-9     | kiesett                    | kiesett                  | kiesett                      | 9.       |
| Szerhij Derevjancsenko | Középsúly       | Vang Csien-cseng (CHN) · 15-6  | Emilio Correa (CUB) · 4-18       | kiesett                    | kiesett                  | kiesett                      | 9.       |
| Olekszandr Uszik       | Nehézsúly       |                                | Jüsan Nicsiati (CHN) · 23-4      | Clemente Russo (ITA) · 4-7 | kiesett                  | kiesett                      | 5.       |
| Vjacseszlav Hlazkov    | Szupernehézsúly |                                | Robert Alfonso (CUB) · 5-3       | Neufel Vátah (ALG) · 10-4  | Csang Cse-lej (CHN) · WO | kiesett                      |          |

RSC - a játékvezető megállította a mérkőzést

WO - ellenfél nélkül

## Öttusa
| Versenyző             | Versenyszám | Lövészet | Lövészet | Lövészet | Vívás    | Vívás | Vívás | Úszás   | Úszás | Úszás | Lovaglás | Lovaglás | Lovaglás | Lovaglás | Futás    | Futás | Futás | Összesen    | Összesen |
| Versenyző             | Versenyszám | Pontszám | Pont     | Hely.    | Eredmény | Pont  | Hely. | Idő     | Pont  | Hely. | Idő      | Hibapont | Pont     | Hely.    | Idő      | Pont  | Hely. | Összes pont | Helyezés |
| --------------------- | ----------- | -------- | -------- | -------- | -------- | ----- | ----- | ------- | ----- | ----- | -------- | -------- | -------- | -------- | -------- | ----- | ----- | ----------- | -------- |
| Dmitro Kirpuljanszkij | Férfi       | 184      | 1144     | 11.      | 20-15    | 880   | 7.*   | 2:04,37 | 1308  | 13.   | 1:11,16  | 112      | 1088     | 10.      | 10:01,57 | 996   | 31.   | 5416        | 9.       |
| Pavlo Timoscsenko     | Férfi       | 185      | 1156     | 9.       | 22-13    | 908   | 4.    | 2:09,20 | 1252  | 28.   | 1:13,29  | 162      | 1048     | 17.      | 9:42,61  | 1072  | 24.   | 5436        | 7.       |
| Viktorija Terescsuk   | Női         | 178      | 1072     | 17.      | 22-13    | 928   | 5.**  | 2:13,97 | 1316  | 5.    | 1:10,10  | 112      | 1088     | 21.      | 10:13,25 | 1268  | 2.    | 5672        |          |

* - két másik versenyzővel azonos eredményt ért el

** - három másik versenyzővel azonos eredményt ért el

## Sportlövészet
Férfi
| Versenyző           | Versenyszám           | Selejtező | Selejtező | Döntő   | Döntő    |
| Versenyző           | Versenyszám           | Pont      | Helyezés  | Pont    | Helyezés |
| ------------------- | --------------------- | --------- | --------- | ------- | -------- |
| Oleh Omelcsuk       | Légpisztoly           | 579       | 16.       | kiesett | kiesett  |
| Oleh Omelcsuk       | Szabadpisztoly        | 563       | 2.        | 658,9   | 4.       |
| Ivan Ribovalov      | Szabadpisztoly        | 553       | 19.       | kiesett | kiesett  |
| Ivan Ribovalov      | Légpisztoly           | 572       | 34.       | kiesett | kiesett  |
| Roman Bondaruk      | Gyorstüzelő pisztoly  | 580       | 3.        | 774,7   | 6.       |
| Olekszandr Petriv   | Gyorstüzelő pisztoly  | 580       | 4.        | 780,2   |          |
| Olekszandr Lazejkin | Légpuska              | 594       | 11.       | kiesett | kiesett  |
| Artur Ajvazjan      | Légpuska              | 592       | 21.       | kiesett | kiesett  |
| Artur Ajvazjan      | Sportpuska, fekvő     | 599       | 1.        | 702,7   |          |
| Artur Ajvazjan      | Sportpuska, összetett | 1165      | 19.       | kiesett | kiesett  |
| Jurij Szuhorukov    | Sportpuska, összetett | 1174      | 3.        | 1272,4  |          |
| Jurij Szuhorukov    | Sportpuska, fekvő     | 589       | 36.       | kiesett | kiesett  |
| Mikola Milcsev      | Skeet                 | 109       | 32.       | kiesett | kiesett  |

Női
| Versenyző        | Versenyszám           | Selejtező | Selejtező | Döntő   | Döntő    |
| Versenyző        | Versenyszám           | Pont      | Helyezés  | Pont    | Helyezés |
| ---------------- | --------------------- | --------- | --------- | ------- | -------- |
| Olena Kosztevics | Légpisztoly           | 378       | 31.       | kiesett | kiesett  |
| Olena Kosztevics | Sportpisztoly         | 575       | 26.       | kiesett | kiesett  |
| Darina Saripova  | Légpuska              | 384       | 45.       | kiesett | kiesett  |
| Natalija Kalnis  | Légpuska              | 393       | 27.       | kiesett | kiesett  |
| Natalija Kalnis  | Sportpuska, összetett | 571       | 31.       | kiesett | kiesett  |
| Darja Sitko      | Sportpuska, összetett | 577       | 20.       | kiesett | kiesett  |

## Súlyemelés
Férfi
| Versenyző          | Versenyszám | Szakítás | Szakítás | Lökés    | Lökés    | Összesen | Helyezés |
| Versenyző          | Versenyszám | Eredmény | Helyezés | Eredmény | Helyezés | Összesen | Helyezés |
| ------------------ | ----------- | -------- | -------- | -------- | -------- | -------- | -------- |
| Artem Ivanov       | 94 kg       | 170,0    | 12.*     | 210,0    | 10.*     | 380,0    | 11.      |
| Ihor Razorjonov    | 105 kg      | kizárták | kizárták | kizárták | kizárták | kizárták | kizárták |
| Olekszij Torohtyij | 105 kg      | 177,0    | 12.      | 213,0    | 12.      | 390,0    | 11.      |
| Ihor Simecsko      | +105 kg     | 201,0    | 5.       | 232,0    | 6.       | 433,0    | 5.       |
| Artem Udacsin      | +105 kg     | 207,0    | 2.       | 235,0    | 4.       | 442,0    | 4.       |

Női
| Versenyző         | Versenyszám | Szakítás | Szakítás | Lökés    | Lökés    | Összesen | Helyezés |
| Versenyző         | Versenyszám | Eredmény | Helyezés | Eredmény | Helyezés | Összesen | Helyezés |
| ----------------- | ----------- | -------- | -------- | -------- | -------- | -------- | -------- |
| Natalija Davidova | 69 kg       | 115,0    | 2.*      | 135,0    | 3.*      | 250,0    |          |
| Nagyija Mironyuk  | 75 kg       | 105,0    | 9.**     | 132,0    | 9.       | 237,0    | 9.       |
| Julija Dovhal     | +75 kg      | 118,0    | 5.       | 140,0    | 7.       | 258,0    | 7.       |
| Olha Korobka      | +75 kg      | 124,0    | 2.       | 153,0    | 2.       | 277,0    |          |

* - egy másik versenyzővel azonos eredményt ért el

** - két másik versenyzővel azonos eredményt ért el

## Szinkronúszás
| Versenyző                         | Versenyszám | Technikai gyakorlat | Technikai gyakorlat | Selejtező        | Selejtező        | Selejtező  | Selejtező  | Döntő            | Döntő            | Döntő      | Döntő      | Helyezés |
| Versenyző                         | Versenyszám | Technikai gyakorlat | Technikai gyakorlat | Szabad gyakorlat | Szabad gyakorlat | Összesítés | Összesítés | Szabad gyakorlat | Szabad gyakorlat | Összesítés | Összesítés | Helyezés |
| Versenyző                         | Versenyszám | Pont                | Hely.               | Pont             | Hely.            | Pont       | Hely.      | Pont             | Hely.            | Pont       | Hely.      | Helyezés |
| --------------------------------- | ----------- | ------------------- | ------------------- | ---------------- | ---------------- | ---------- | ---------- | ---------------- | ---------------- | ---------- | ---------- | -------- |
| Darina Jusko Kszenyija Szidorenko | Páros       | 46,084              | 8.                  | 46,334           | 8.               | 92,418     | 8.         | 46,584           | 8.               | 92,668     | 8.         | 8.       |

## Tenisz
Női
| Versenyző                             | Versenyszám | 64-es főtábla                             | 32-es főtábla                                                                     | Nyolcaddöntő                                                         | Negyeddöntő                                                               | Elődöntő                                                                  | Bronz- mérkőzés                             | Döntő             | Helyezés |
| Versenyző                             | Versenyszám | Ellenfél Eredmény                         | Ellenfél Eredmény                                                                 | Ellenfél Eredmény                                                    | Ellenfél Eredmény                                                         | Ellenfél Eredmény                                                         | Ellenfél Eredmény                           | Ellenfél Eredmény | Helyezés |
| ------------------------------------- | ----------- | ----------------------------------------- | --------------------------------------------------------------------------------- | -------------------------------------------------------------------- | ------------------------------------------------------------------------- | ------------------------------------------------------------------------- | ------------------------------------------- | ----------------- | -------- |
| Aljona Bondarenko                     | Egyes       | Milagros Sequera (VEN) · 3-6, 0-1 feladta | Jelena Janković (SRB) · 5-7, 1-6                                                  | kiesett                                                              | kiesett                                                                   | kiesett                                                                   | kiesett                                     | kiesett           | 17.      |
| Katerina Bondarenko                   | Egyes       | Jelena Gyementyjeva (RUS) · 1-6, 4-6      | kiesett                                                                           | kiesett                                                              | kiesett                                                                   | kiesett                                                                   | kiesett                                     | kiesett           | 33.      |
| Marija Koritceva                      | Egyes       | Cipórá Obzíler (ISR) · 5-7, 7-5, 6-4      | Lucie Šafářová (CZE) · 6-2, 1-6, 5-7                                              | kiesett                                                              | kiesett                                                                   | kiesett                                                                   | kiesett                                     | kiesett           | 17.      |
| Tetyana Perebijnyisz                  | Egyes       | Viktorija Azaranka (BLR) · 4-6, 7-5, 4-6  | kiesett                                                                           | kiesett                                                              | kiesett                                                                   | kiesett                                                                   | kiesett                                     | kiesett           | 33.      |
| Aljona Bondarenko Katerina Bondarenko | Páros       |                                           | Lengyelország (POL) · Marta Domachowska · Agnieszka Radwańska · 6-3, 6-2          | Fehéroroszország (BLR) · Volha Havarcova · Darja Kusztava · 6-1, 6-3 | Olaszország (ITA) · Flavia Pennetta · Francesca Schiavone · 6-1, 3-6, 7-5 | Egyesült Államok (USA) · Serena Williams · Venus Williams · 6-4, 4-6, 1-6 | Kína (CHN) · Jen Ce · Cseng Csie · 2-6, 2-6 |                   | 4.       |
| Marija Koritceva Tetyana Perebijnyisz | Páros       |                                           | Spanyolország (ESP) · Anabel Medina Garrigues · Virginia Ruano Pascual · 3-6, 4-6 | kiesett                                                              | kiesett                                                                   | kiesett                                                                   | kiesett                                     | kiesett           | 17.      |

## Tollaslabda
| Versenyző              | Versenyszám | Selejtező                             | 32-es főtábla                      | Nyolcaddöntő      | Negyeddöntő       | Elődöntő          | Bronz- mérkőzés   | Döntő             | Helyezés |
| Versenyző              | Versenyszám | Ellenfél Eredmény                     | Ellenfél Eredmény                  | Ellenfél Eredmény | Ellenfél Eredmény | Ellenfél Eredmény | Ellenfél Eredmény | Ellenfél Eredmény | Helyezés |
| ---------------------- | ----------- | ------------------------------------- | ---------------------------------- | ----------------- | ----------------- | ----------------- | ----------------- | ----------------- | -------- |
| Vladiszlav Druzscsenko | Férfi egyes | Ville Lång (FIN) · 12-21, 19-21       | kiesett                            | kiesett           | kiesett           | kiesett           | kiesett           | kiesett           | 33.      |
| Larisza Hriha          | Női egyes   | Agnese Allegrini (ITA) · 21-15, 21-11 | Sájna Nehavál (IND) · 18-21, 10-21 | kiesett           | kiesett           | kiesett           | kiesett           | kiesett           | 17.      |

## Torna
Férfi
| Versenyző           | Versenyszám      | Selejtező | Selejtező | Döntő    | Döntő    |
| Versenyző           | Versenyszám      | Pontszám  | Helyezés  | Pontszám | Helyezés |
| ------------------- | ---------------- | --------- | --------- | -------- | -------- |
| Valerij Honcsarov   | Korlát           | 16,000    | 11.       | kiesett  | kiesett  |
| Valerij Honcsarov   | Nyújtó           | 13,850    | 62.       | kiesett  | kiesett  |
| Valerij Honcsarov   | Egyéni összetett | 29,850    | 89.       | kiesett  | kiesett  |
| Olekszandr Vorobjov | Gyűrű            | 16,250    | 3.        | 16,325   |          |
| Olekszandr Vorobjov | Egyéni összetett | 16,250    | 96.       | kiesett  | kiesett  |

Női
| Versenyző                                                                                              | Versenyszám      | Selejtező | Selejtező | Döntő    | Döntő    |
| Versenyző                                                                                              | Versenyszám      | Pontszám  | Helyezés  | Pontszám | Helyezés |
| --- | ---------------- | --------- | --------- | -------- | -------- |
| Valentina Holenkova                                                                                    | Talaj            | 14,125    | 44.       | kiesett  | kiesett  |
| Valentina Holenkova                                                                                    | Ugrás            | 13,975    |           | kiesett  | kiesett  |
| Valentina Holenkova                                                                                    | Felemás korlát   | 14,375    | 46.       | kiesett  | kiesett  |
| Valentina Holenkova                                                                                    | Gerenda          | 14,275    | 48.       | kiesett  | kiesett  |
| Valentina Holenkova                                                                                    | Egyéni összetett | 56,750    | 37.       | kiesett  | kiesett  |
| Anasztaszija Koval                                                                                     | Talaj            | 13,000    | 74.       | kiesett  | kiesett  |
| Anasztaszija Koval                                                                                     | Felemás korlát   | 16,325    | 3.        | 16,375   | 5.       |
| Anasztaszija Koval                                                                                     | Egyéni összetett | 29,325    | 85.       | kiesett  | kiesett  |
| Alina Kozics                                                                                           | Talaj            | 12,000    | 81.       | kiesett  | kiesett  |
| Alina Kozics                                                                                           | Ugrás            | 14,975    |           | kiesett  | kiesett  |
| Alina Kozics                                                                                           | Felemás korlát   | 13,625    | 64.       | kiesett  | kiesett  |
| Alina Kozics                                                                                           | Gerenda          | 15,175    | 19.       | kiesett  | kiesett  |
| Alina Kozics                                                                                           | Egyéni összetett | 55,775    | 45.       | kiesett  | kiesett  |
| Irina Krasznyanszka                                                                                    | Ugrás            | 14,200    |           | kiesett  | kiesett  |
| Irina Krasznyanszka                                                                                    | Felemás korlát   | 14,250    | 52.       | kiesett  | kiesett  |
| Irina Krasznyanszka                                                                                    | Gerenda          | 15,025    | 25.       | kiesett  | kiesett  |
| Irina Krasznyanszka                                                                                    | Egyéni összetett | 43,475    | 69.       | kiesett  | kiesett  |
| Marina Proszkurina                                                                                     | Talaj            | 13,675    | 65.       | kiesett  | kiesett  |
| Marina Proszkurina                                                                                     | Ugrás            | 14,850    |           | kiesett  | kiesett  |
| Marina Proszkurina                                                                                     | Gerenda          | 14,625    | 34.       | kiesett  | kiesett  |
| Marina Proszkurina                                                                                     | Egyéni összetett | 43,150    | 74.       | kiesett  | kiesett  |
| Darja Zhoba                                                                                            | Felemás korlát   | 15,675    | 7.        | 14,875   | 8.       |
| Darja Zhoba                                                                                            | Gerenda          | 14,875    | 27.       | kiesett  | kiesett  |
| Darja Zhoba                                                                                            | Egyéni összetett | 30,550    | 81.       | kiesett  | kiesett  |
| Irina Krasznyanszka Marina Proszkurina Valentina Holenkova Darja Zhoba Alina Kozics Anasztaszija Koval | Csapat összetett | 231,125   | 11.       | kiesett  | kiesett  |

### Ritmikus gimnasztika
| Versenyző        | Versenyszám | Selejtező | Selejtező | Selejtező | Selejtező | Selejtező | Selejtező | Selejtező | Selejtező | Selejtező | Selejtező | Döntő  | Döntő | Döntő  | Döntő  | Döntő    | Döntő    | Döntő  | Döntő  | Döntő    | Döntő    | Helyezés |
| Versenyző        | Versenyszám | Kötél     | Kötél     | Karika    | Karika    | Buzogány  | Buzogány  | Szalag    | Szalag    | Összesen  | Összesen  | Kötél  | Kötél | Karika | Karika | Buzogány | Buzogány | Szalag | Szalag | Összesen | Összesen | Helyezés |
| Versenyző        | Versenyszám | Pont      | Hely.     | Pont      | Hely.     | Pont      | Hely.     | Pont      | Hely.     | Pont      | Hely.     | Pont   | Hely. | Pont   | Hely.  | Pont     | Hely.    | Pont   | Hely.  | Pont     | Hely.    | Helyezés |
| ---------------- | ----------- | --------- | --------- | --------- | --------- | --------- | --------- | --------- | --------- | --------- | --------- | ------ | ----- | ------ | ------ | -------- | -------- | ------ | ------ | -------- | -------- | -------- |
| Hanna Bezszonova | Egyéni      | 17,950    | 2.        | 18,450    | 3.        | 18,100    | 3.        | 18,325    | 2.        | 72,825    | 3.        | 17,975 | 4.    | 17,775 | 5.     | 17,900   | 2.       | 18,225 | 2.     | 71,875   | 3.       |          |
| Natalija Hodunko | Egyéni      | 17,500    | 7.        | 17,375    | 6.        | 17,650    | 4.        | 16,875    | 5.*       | 69,400    | 6.        | 16,700 | 8.    | 17,500 | 7.     | 17,525   | 5.       | 17,125 | 5.     | 68,850   | 7.       | 7.       |

| Versenyző | Versenyszám | Selejtező | Selejtező | Selejtező              | Selejtező              | Selejtező | Selejtező | Döntő   | Döntő   | Döntő                  | Döntő                  | Döntő    | Döntő    | Helyezés |
| Versenyző | Versenyszám | 5 kötél   | 5 kötél   | 3 karika és 2 buzogány | 3 karika és 2 buzogány | Összesen  | Összesen  | 5 kötél | 5 kötél | 3 karika és 2 buzogány | 3 karika és 2 buzogány | Összesen | Összesen | Helyezés |
| Versenyző | Versenyszám | Pont      | Hely.     | Pont                   | Hely.                  | Pont      | Hely.     | Pont    | Hely.   | Pont                   | Hely.                  | Pont     | Hely.    | Helyezés |
| --- | ----------- | --------- | --------- | ---------------------- | ---------------------- | --------- | --------- | ------- | ------- | ---------------------- | ---------------------- | -------- | -------- | -------- |
| Krisztina Cserepjenyina Olena Dmitras Alina Makszimenko Vira Perederij Julija Szlobogyan Viktorija Zubcsenko | Csapat      | 15,800    | 6.        | 15,825                 | 8.                     | 31,625    | 6.        | 15,975  | 8.      | 15,125                 | 8.                     | 31,100   | 8.       | 8.       |

* - egy másik versenyzővel azonos eredményt ért el

### Trambulin
| Versenyző       | Versenyszám | Selejtező | Selejtező | Döntő    | Döntő    |
| Versenyző       | Versenyszám | Pontszám  | Helyezés  | Pontszám | Helyezés |
| --------------- | ----------- | --------- | --------- | -------- | -------- |
| Jurij Nyikityin | Férfi       | 70,7      | 4.        | 39,8     | 5.       |
| Olena Movcsan   | Női         | 64,8      | 6.        | 36,6     | 4.       |

## Triatlon
| Versenyző              | Versenyszám | 1,5 km úszás | 1,5 km úszás | 40 km kerékpározás | 40 km kerékpározás | 10 km futás      | 10 km futás      | Összesítés    | Összesítés    |
| Versenyző              | Versenyszám | Idő          | Hely.        | Idő                | Hely.              | Idő              | Hely.            | Idő           | Helyezés      |
| ---------------------- | ----------- | ------------ | ------------ | ------------------ | ------------------ | ---------------- | ---------------- | ------------- | ------------- |
| Andrij Hluscsenko      | Férfi       | 18:59        | 54.          | nem teljesítette   | nem teljesítette   | nem teljesítette | nem teljesítette | nem ért célba | nem ért célba |
| Volodimir Polikarpenko | Férfi       | 18:23        | 33.          | 58:58              | 30.                | 34:32            | 34.              | 1:52:51,74    | 35.           |
| Julija Szapunova       | Női         | 21:02        | 51.          | 1:05:18            | 21.                | 36:09            | 16.              | 2:03:34,39    | 24.           |

* - egy másik versenyzővel azonos időt ért el

** - két másik versenyzővel azonos időt ért el

## Úszás
Férfi
| Versenyző                                                    | Versenyszám            | Előfutam | Előfutam | Előfutam | Elődöntő | Elődöntő | Elődöntő | Döntő     | Döntő    |
| Versenyző                                                    | Versenyszám            | Idő      | Hely.    | Össz.    | Idő      | Hely.    | Össz.    | Idő       | Helyezés |
| ------------------------------------------------------------ | ---------------------- | -------- | -------- | -------- | -------- | -------- | -------- | --------- | -------- |
| Szerhij Advena                                               | 200 m gyors            | 1:48,18  | 3.       | 23.      | kiesett  | kiesett  | kiesett  | kiesett   | kiesett  |
| Szerhij Advena                                               | 200 m pillangó         | 1:56,24  | 5.       | 14.      | 1:56,64  | 7.       | 15.      | kiesett   | kiesett  |
| Denisz Szilantyjev                                           | 200 m pillangó         | 1:57,02  | 7.       | 21.      | kiesett  | kiesett  | kiesett  | kiesett   | kiesett  |
| Oleh Liszohor                                                | 100 m mell             | 1:00,65  | 5.       | 12.      | 1:00,56  | 5.       | 9.       | kiesett   | kiesett  |
| Ihor Boriszik                                                | 100 m mell             | 1:00,31  | 2.       | 8.       | 1:00,55  | 4.       | 8.       | 1:00,20   | 7.       |
| Ihor Boriszik                                                | 200 m mell             | 2:11,08  | 6.       | 14.      | 2:10,99  | 7.       | 14.      | kiesett   | kiesett  |
| Valerij Dimo                                                 | 200 m mell             | 2:11,65  | 8.       | 22.      | kiesett  | kiesett  | kiesett  | kiesett   | kiesett  |
| Szerhij Breusz                                               | 100 m pillangó         | 51,82    | 1.       | 10.      | 52,05    | 7.       | 13.      | kiesett   | kiesett  |
| Andrij Szergyinov                                            | 100 m pillangó         | 51,10    | 3.       | 3.       | 51,41    | 3.       | 6.       | 51,59     | 7.       |
| Ihor Cservinszkij                                            | 10 km nyílt vízi       |          |          |          |          |          |          | 1:52:14,7 | 12.      |
| Szerhij Feszenko                                             | 400 m gyors            | 3:47,75  | 6.       | 16.      |          |          |          | kiesett   | kiesett  |
| Szerhij Feszenko                                             | 1500 m gyors           | 15:13,03 | 6.       | 23.      |          |          |          | kiesett   | kiesett  |
| Olekszandr Iszakov                                           | 100 m hát              | 56,55    | 6.       | 38.      | kiesett  | kiesett  | kiesett  | kiesett   | kiesett  |
| Olekszandr Iszakov                                           | 200 m hát              | 2:03,59  | 5.       | 39.      | kiesett  | kiesett  | kiesett  | kiesett   | kiesett  |
| Jurij Jehosin                                                | 50 m gyors             | 22,77    | 3.       | 42.      | kiesett  | kiesett  | kiesett  | kiesett   | kiesett  |
| Jurij Jehosin                                                | 100 m gyors            | 49,56    | 6.       | 36.*     | kiesett  | kiesett  | kiesett  | kiesett   | kiesett  |
| Vadim Lepszkij                                               | 200 m vegyes           | 2:01,73  | 3.       | 28.      | kiesett  | kiesett  | kiesett  | kiesett   | kiesett  |
| Vadim Lepszkij                                               | 400 m vegyes           | 4:20,96  | 6.       | 20.      |          |          |          | kiesett   | kiesett  |
| Olekszandr Iszakov Valerij Dimo Szerhij Breusz Jurij Jehosin | 4 × 100 m vegyes váltó | 3:38,76  | 7.       | 15.      |          |          |          | kiesett   | kiesett  |

Női
| Versenyző                                                              | Versenyszám            | Előfutam | Előfutam | Előfutam | Elődöntő | Elődöntő | Elődöntő | Döntő     | Döntő    |
| Versenyző                                                              | Versenyszám            | Idő      | Hely.    | Össz.    | Idő      | Hely.    | Össz.    | Idő       | Helyezés |
| ---------------------------------------------------------------------- | ---------------------- | -------- | -------- | -------- | -------- | -------- | -------- | --------- | -------- |
| Irina Amsennyikova                                                     | 100 m hát              | 1:02,85  | 7.       | 37.      | kiesett  | kiesett  | kiesett  | kiesett   | kiesett  |
| Irina Amsennyikova                                                     | 200 m hát              | 2:15,78  | 8.       | 33.      | kiesett  | kiesett  | kiesett  | kiesett   | kiesett  |
| Katerina Zubkova                                                       | 200 m hát              | 2:12,64  | 7.       | 22.*     | kiesett  | kiesett  | kiesett  | kiesett   | kiesett  |
| Katerina Zubkova                                                       | 100 m hát              | 1:01,25  | 8.       | 21.      | kiesett  | kiesett  | kiesett  | kiesett   | kiesett  |
| Katerina Zubkova                                                       | 100 m pillangó         | 58,99    | 6.       | 24.      | kiesett  | kiesett  | kiesett  | kiesett   | kiesett  |
| Hanna Dzerkal                                                          | 200 m vegyes           | 2:18,25  | 1.       | 31.      | kiesett  | kiesett  | kiesett  | kiesett   | kiesett  |
| Tetyana Hala                                                           | 200 m pillangó         | 2:12,16  | 4.       | 24.      | kiesett  | kiesett  | kiesett  | kiesett   | kiesett  |
| Natalija Hugyakova                                                     | 200 m gyors            | 2:02,27  | 1.       | 35.      | kiesett  | kiesett  | kiesett  | kiesett   | kiesett  |
| Natalija Hugyakova                                                     | 400 m gyors            | 4:18,34  | 2.       | 33.      |          |          |          | kiesett   | kiesett  |
| Hanna Hlisztunova                                                      | 100 m mell             | 1:09,95  | 7.       | 25.      | kiesett  | kiesett  | kiesett  | kiesett   | kiesett  |
| Julija Pidliszna                                                       | 100 m mell             | 1:09,72  | 8.       | 24.      | kiesett  | kiesett  | kiesett  | kiesett   | kiesett  |
| Julija Pidliszna                                                       | 200 m mell             | 2:28,84  | 7.       | 23.      | kiesett  | kiesett  | kiesett  | kiesett   | kiesett  |
| Natalija Szamorogyina                                                  | 10 km nyílt vízi       |          |          |          |          |          |          | 2:10:41,6 | 23.      |
| Okszana Szerikova                                                      | 50 m gyors             | 25,65    | 6.       | 32.      | kiesett  | kiesett  | kiesett  | kiesett   | kiesett  |
| Darina Sztepanyuk                                                      | 100 m gyors            | 55,51    | 4.       | 27.      | kiesett  | kiesett  | kiesett  | kiesett   | kiesett  |
| Darina Sztepanyuk Katerina Gyikidzsi Hanna Dzerkal Natalija Hugyakova  | 4 × 100 m gyorsváltó   | 3:44,72  | 6.       | 14.      |          |          |          | kiesett   | kiesett  |
| Irina Amsennyikova Julija Pidliszna Katerina Zubkova Darina Sztepanyuk | 4 × 100 m vegyes váltó | 4:08,62  | 8.       | 16.      |          |          |          | kiesett   | kiesett  |

* - egy másik versenyzővel azonos időt ért el

## Vitorlázás
Férfi
| Versenyző        | Versenyszám     | Futam | Futam | Futam | Futam | Futam | Futam | Futam | Futam | Futam | Futam | Futam | Pontszám | Helyezés |
| Versenyző        | Versenyszám     | 1     | 2     | 3     | 4     | 5     | 6     | 7     | 8     | 9     | 10    | É     | Pontszám | Helyezés |
| ---------------- | --------------- | ----- | ----- | ----- | ----- | ----- | ----- | ----- | ----- | ----- | ----- | ----- | -------- | -------- |
| Makszim Oberemko | Szörfvitorlázás | 3     | 16    | 4     | 9     | 13    | 11    | 24    | 36    | 11    | 12    | -     | 103      | 12.      |

Női
| Versenyző      | Versenyszám     | Futam | Futam | Futam | Futam | Futam | Futam | Futam | Futam | Futam | Futam | Futam | Pontszám | Helyezés |
| Versenyző      | Versenyszám     | 1     | 2     | 3     | 4     | 5     | 6     | 7     | 8     | 9     | 10    | É     | Pontszám | Helyezés |
| -------------- | --------------- | ----- | ----- | ----- | ----- | ----- | ----- | ----- | ----- | ----- | ----- | ----- | -------- | -------- |
| Olha Maszlivec | Szörfvitorlázás | 5     | 6     | 14    | 11    | 10    | 1     | 4     | 12    | 12    | 12    | 10    | 83       | 8.       |

Nyílt
| Versenyző                        | Versenyszám        | Futam | Futam | Futam | Futam | Futam | Futam | Futam | Futam | Futam | Futam | Futam | Futam | Futam | Pontszám | Helyezés |
| Versenyző                        | Versenyszám        | 1     | 2     | 3     | 4     | 5     | 6     | 7     | 8     | 9     | 10    | 11    | 12    | É     | Pontszám | Helyezés |
| -------------------------------- | ------------------ | ----- | ----- | ----- | ----- | ----- | ----- | ----- | ----- | ----- | ----- | ----- | ----- | ----- | -------- | -------- |
| Rogyion Luka Heorhij Leoncsuk    | Könnyű 49-es dingi | 6     | 8     | 11    | 15    | 20    | 20    | 13    | 15    | 8     | 15    | 10    | 14    | -     | 139      | 15.      |
| Pavlo Kalincsev Andrij Safranyuk | Tornádó            | 4     | 15    | 6     | 13    | 15    | 11    | 12    | 14    | 13    | 11    |       |       | -     | 99       | 13.      |

É - éremfutam

## Vívás
Férfi
| Versenyző                                                        | Versenyszám       | Selejtező              | 32-es főtábla                 | Nyolcaddöntő                 | Negyeddöntő                                                                                           | Elődöntő                                                                                               | Bronz- mérkőzés                                                                     | Döntő             | Helyezés |
| Versenyző                                                        | Versenyszám       | Ellenfél Eredmény      | Ellenfél Eredmény             | Ellenfél Eredmény            | Ellenfél Eredmény                                                                                     | Ellenfél Eredmény                                                                                      | Ellenfél Eredmény                                                                   | Ellenfél Eredmény | Helyezés |
| ---------------------------------------------------------------- | ----------------- | ---------------------- | ----------------------------- | ---------------------------- | --- | --- | ----------------------------------------------------------------------------------- | ----------------- | -------- |
| Dmitro Csumak                                                    | Párbajtőr, egyéni |                        | Rubén Limardo (VEN) · 15-13   | Csong Dzsinszon (KOR) · 6-15 | kiesett                                                                                               | kiesett                                                                                                | kiesett                                                                             | kiesett           | 13.      |
| Makszim Hvoroszt                                                 | Párbajtőr, egyéni |                        | Igor Tikhomirov (CAN) · 11-15 | kiesett                      | kiesett                                                                                               | kiesett                                                                                                | kiesett                                                                             | kiesett           | 19.      |
| Bohdan Nyikisin                                                  | Párbajtőr, egyéni | Mike Wood (RSA) · 15-7 | Michael Kauter (SUI) · 12-15  | kiesett                      | kiesett                                                                                               | kiesett                                                                                                | kiesett                                                                             | kiesett           | 28.      |
| Dmitro Csumak Makszim Hvoroszt Vitalij Medvegyev Bohdan Nyikisin | Párbajtőr, csapat |                        |                               |                              | Lengyelország (POL) · Robert Andrzejuk · Tomasz Motyka · Adam Wiercioch · Radosław Zawrotniak · 37-45 | 5–8. helyért · Magyarország (HUN) · Boczkó Gábor · Imre Géza · Kovács Iván · Kulcsár Krisztián · 29-41 | 7. helyért · Dél-Korea (KOR) · Csong Dzsinszon · Kim Szunggu · Kim Vondzsin · 41-39 |                   | 7.       |

Női
| Versenyző                                             | Versenyszám       | Selejtező                           | 32-es főtábla                  | Nyolcaddöntő                         | Negyeddöntő | Elődöntő                                                                       | Bronz- mérkőzés   | Döntő                                                                     | Helyezés |
| Versenyző                                             | Versenyszám       | Ellenfél Eredmény                   | Ellenfél Eredmény              | Ellenfél Eredmény                    | Ellenfél Eredmény                                                                                                | Ellenfél Eredmény                                                              | Ellenfél Eredmény | Ellenfél Eredmény                                                         | Helyezés |
| ----------------------------------------------------- | ----------------- | ----------------------------------- | ------------------------------ | ------------------------------------ | --- | ------------------------------------------------------------------------------ | ----------------- | ------------------------------------------------------------------------- | -------- |
| Olha Lelejko                                          | Tőr, egyéni       | Magdalena Mroczkiewicz (POL) · 9-15 | kiesett                        | kiesett                              | kiesett | kiesett                                                                        | kiesett           | kiesett                                                                   | 36.      |
| Jana Semjakina                                        | Párbajtőr, egyéni |                                     | Jesika Jiménez (PAN) · 13-15   | kiesett                              | kiesett | kiesett                                                                        | kiesett           | kiesett                                                                   | 18.      |
| Olha Harlan                                           | Kard, egyéni      |                                     | Gioia Marzocca (ITA) · 15-8    | Sada Jacobson (USA) · 13-15          | kiesett | kiesett                                                                        | kiesett           | kiesett                                                                   | 13.      |
| Olena Homrova                                         | Kard, egyéni      |                                     | Aleksandra Socha (POL) · 15-11 | Jekatyerina Gyjacsenko (RUS) · 15-14 | Sada Jacobson (USA) · 11-15                                                                                      | kiesett                                                                        | kiesett           | kiesett                                                                   | 8.       |
| Halina Pundik                                         | Kard, egyéni      | Adele du Plooy (RSA) · 15-7         | Szofja Velikaja (RUS) · 7-15   | kiesett                              | kiesett | kiesett                                                                        | kiesett           | kiesett                                                                   | 29.      |
| Olha Harlan Olena Homrova Halina Pundik Olha Zsovnyir | Kard, csapat      |                                     |                                |                                      | Oroszország (RUS) · Jekatyerina Gyjacsenko · Jekatyerina Fedorkina · Jelena Nyecsajeva · Szofja Velikaja · 45-34 | Egyesült Államok (USA) · Sada Jacobson · Rebecca Ward · Mariel Zagunis · 45-39 |                   | Kína (CHN) · Pao Jing-jing · Huang Haj-jang · Ni Hong · Tan Hszüe · 45-44 |          |